# Kalam
El kalam (àrab: علم الكلام, ʿilm al-kalām) és la disciplina o ciència islàmica que recerca el coneixement teològic a través de la dialèctica, és a dir, utilitzant el debat i l'argumentació propis a la filosofia. El terme deriva d'una frase de l'Alcorà, kalam Al·lah, que significa ‘paraula de Déu’. Un estudiós del kalam és anomenat mutakàl·lim (en plural mutakal·limun). Els hanbalites van oposar-s'hi argumentant que introduir el raonament humà per definir articles de fe era perillós; nogensmenys, moltes de les seves aportacions van integrar-se en les escoles jurídiques de l'islam.

## Desenvolupament històric
Aprofitant els mètodes de l'ijtihad, diverses personalitats van tractar d'investigar les doctrines de l'Alcorà que fins llavors havien estat acceptades per la fe en l'autoritat de la revelació divina. Un dels primers debats tenir lloc entre els qadarites o partidaris del qadar (de l'àrab qadara, ‘poder’), defensors del lliure albir, i els jabarites (de jabar, ‘força’, ‘coacció’, ‘obligar’), que mantenien la creença en el fatalisme.
Al segon segle de l'Hègira, un nou moviment va sorgir de l'escola teològica de Bàssora. Un dels seus alumnes, Wàssil ibn Atà, va ser-ne expulsat perquè les seves respostes eren contràries a la tradició islàmica ortodoxa. Aquest va fundar una nova escola on va sistematitzar les opinions radicals de les sectes anteriors, en particular les dels qadarites. Aquesta nova escola es va anomenar mutazilisme (d'itàzala, ‘separar-se’, ‘fer dissidència’). Tenia tres dogmes principals:
1. Déu és una unitat absoluta i no se li pot concedir cap atribut.
2. L'home és lliure. És a causa d'aquests dos principis que els mutazilites es van designar a si mateixos els ‘partisans de Justícia i la Unitat’.
3. Tots els coneixements necessaris per a la salvació de l'home emanen de la seva raó: els éssers humans poden adquirir coneixements tant abans com després la Revelació a través la llum de la raó. Aquest fet fa que el coneixement ha de ser obligatori per a tots els homes, en tot moment i a tot arreu.

El mutazilites, obligats a defensar els seus principis contra l'islam ortodox de la seva època, van buscar suport en la filosofia, sent així uns dels primers a aplicar una teologia racional anomenada ilm al-kalam (‘teologia escolàstica’). Aquesta denominació va esdevenir el nom comú per a tots els que busquen la confirmació dels principis religiosos en la demostració filosòfica. Els primers mutakal·limín van haver de debatre tant amb musulmans ortodoxos com amb no-musulmans, i se'ls pot situar en un lloc intermedi entre ambdós. Però les generacions posteriors van ser en gran manera crítiques envers l'escola mutazilita, especialment després de l'aparició dels conceptes aixarites.
Els primers estudiosos del kalam van ser reclutats per Hunayn ibn Ishaq (mort el 873) per a la Casa de la Saviesa del califa abbàssida de Bagdad.